# Serie Final de la Liga de Béisbol Profesional de la República Dominicana 2014-15
La Serie Final de la Liga de Béisbol Profesional de la República Dominicana 2014-15, se disputó entre el 17 y 25 de enero del 2015, entre los Gigantes del Cibao y las Estrellas Orientales, resultando campeones los Gigantes en ocho juegos.
Esta fue la primera ocasión en que se enfrentaron estos equipos en una final, denominada la "Guerra de los Macorís" debido a que los Gigantes tienen su sede en San Francisco de Macorís y las Estrellas en San Pedro de Macorís.
Los Gigantes del Cibao disputaron su cuarta serie final y primera desde la temporada 2009-10; mientras que las Estrellas Orientales disputaron su decimosexta serie final y primera desde la temporada 2010-11.

## Trayectoria hasta la Serie Final
Estos son los resultados de ambos equipos desde el comienzo de la temporada:
| Equipo               | Serie regular        | Round Robin          |
| -------------------- | -------------------- | -------------------- |
| Estrellas Orientales | 32-18 (primer lugar) | 10-6 (primer lugar)  |
| Gigantes del Cibao   | 28-22 (tercer lugar) | 10-6 (segundo lugar) |

## Desarrollo

### Juego 1
| Equipo    | 1 | 2 | 3 | 4 | 5 | 6 | 7 | 8 | 9 | C  | H  | E |
| --------- | - | - | - | - | - | - | - | - | - | -- | -- | - |
| Gigantes  | 0 | 1 | 0 | 0 | 0 | 0 | 0 | 0 | 1 | 2  | 8  | 0 |
| Estrellas | 1 | 0 | 4 | 0 | 3 | 0 | 0 | 3 | X | 11 | 16 | 1 |

LG: Eric Berger (1-0)  LP: Nick Additon (0-1)  
HRs:  GC – Eliezer Alfonzo (1)  EO – Mike Bianucci (1)
- Box score

### Juego 2
| Equipo    | 1 | 2 | 3 | 4 | 5 | 6 | 7 | 8 | 9 | C | H  | E |
| --------- | - | - | - | - | - | - | - | - | - | - | -- | - |
| Estrellas | 1 | 3 | 2 | 1 | 0 | 0 | 0 | 0 | 0 | 7 | 13 | 1 |
| Gigantes  | 1 | 0 | 2 | 0 | 0 | 0 | 0 | 0 | 0 | 3 | 6  | 0 |

LG: Edgar García (1-0)  LP: Carlos Pimentel (0-1)  
HRs:  EO – Mike Bianucci (2), Jordany Valdespin (1), Fernando Martínez (1)  GC – Alexi Casilla (1), Carlos Peguero (1)
- Box score

### Juego 3
| Equipo    | 1 | 2 | 3 | 4 | 5 | 6 | 7 | 8 | 9 | C | H | E |
| --------- | - | - | - | - | - | - | - | - | - | - | - | - |
| Gigantes  | 0 | 0 | 0 | 0 | 3 | 0 | 0 | 0 | 1 | 4 | 8 | 0 |
| Estrellas | 0 | 0 | 0 | 0 | 0 | 0 | 0 | 0 | 0 | 0 | 4 | 2 |

LG: Rafael Pérez (1-0)  LP: Evan MacLane (0-1)  

- Box score

### Juego 4
| Equipo    | 1 | 2 | 3 | 4 | 5 | 6 | 7 | 8 | 9 | C | H | E |
| --------- | - | - | - | - | - | - | - | - | - | - | - | - |
| Estrellas | 1 | 0 | 0 | 0 | 0 | 0 | 1 | 0 | 1 | 3 | 6 | 1 |
| Gigantes  | 0 | 0 | 2 | 1 | 1 | 0 | 0 | 1 | X | 5 | 7 | 1 |

LG: Mario Santiago (1-0)  LP: Esmil Rogers (0-1)  SV: Ramón Ramírez (1)  
HRs:  EO – Lew Ford (1), Audy Ciriaco (1)  GC – Mel Rojas Jr. (1), Wilson Betemit (1)
- Box score

### Juego 5
| Equipo    | 1 | 2 | 3 | 4 | 5 | 6 | 7 | 8 | 9 | C | H  | E |
| --------- | - | - | - | - | - | - | - | - | - | - | -- | - |
| Gigantes  | 0 | 0 | 2 | 0 | 1 | 0 | 0 | 0 | 2 | 5 | 12 | 1 |
| Estrellas | 0 | 0 | 0 | 0 | 1 | 0 | 0 | 0 | 0 | 1 | 3  | 0 |

LG: Parker Frazier (1-0)  LP: Austin Bibens-Dirkx (0-1)  

- Box score

### Juego 6
| Equipo    | 1 | 2 | 3 | 4 | 5 | 6 | 7 | 8 | 9 | C | H | E |
| --------- | - | - | - | - | - | - | - | - | - | - | - | - |
| Estrellas | 0 | 0 | 0 | 0 | 0 | 0 | 0 | 0 | 0 | 0 | 3 | 1 |
| Gigantes  | 0 | 0 | 0 | 0 | 0 | 1 | 0 | 0 | X | 1 | 7 | 1 |

LG: Robert Carson (1-0)  LP: Randy Boone (0-1)  SV: Ramón Ramírez (2)  
HRs:  GC – Carlos Peguero (2)
- Box score

### Juego 7
| Equipo    | 1 | 2 | 3 | 4 | 5 | 6 | 7 | 8 | 9 | C | H | E |
| --------- | - | - | - | - | - | - | - | - | - | - | - | - |
| Gigantes  | 0 | 0 | 0 | 0 | 0 | 0 | 1 | 0 | 0 | 1 | 5 | 1 |
| Estrellas | 0 | 1 | 1 | 0 | 0 | 0 | 0 | 0 | 0 | 2 | 4 | 0 |

LG: Evan MacLane (1-1)  LP: Rafael Pérez (1-1)  SV: Marcos Mateo (1)  
HRs:  EO – Luis Jiménez (1)
- Box score

### Juego 8
| Equipo    | 1 | 2 | 3 | 4 | 5 | 6 | 7 | 8 | 9 | C  | H  | E |
| --------- | - | - | - | - | - | - | - | - | - | -- | -- | - |
| Estrellas | 0 | 0 | 0 | 0 | 0 | 3 | 0 | 2 | 0 | 5  | 11 | 1 |
| Gigantes  | 2 | 4 | 2 | 0 | 1 | 2 | 0 | 1 | X | 12 | 16 | 1 |

LG: Mario Santiago (2-0)  LP: Marlon Arias (0-1)  
HRs:  EO – Junior Lake (1)  GC – Maikel Franco 2 (2), Carlos Peguero (3)
- Box score

### Box score completo
Serie Final de la LIDOM 2014-15 (5-3): Los Gigantes del Cibao vencen a las Estrellas Orientales.
| Equipo               | 1 | 2 | 3 | 4 | 5 | 6 | 7 | 8 | 9 | C  | H  | E |
| -------------------- | - | - | - | - | - | - | - | - | - | -- | -- | - |
| Gigantes del Cibao   | 3 | 5 | 8 | 1 | 6 | 3 | 1 | 2 | 4 | 33 | 69 | 5 |
| Estrellas Orientales | 3 | 4 | 7 | 1 | 4 | 3 | 1 | 5 | 1 | 29 | 60 | 7 |

HRs:  GC – Carlos Peguero (3), Maikel Franco (2), Alexi Casilla (1), Eliezer Alfonzo (1), Mel Rojas Jr. (1), Wilson Betemit (1)
  EO – Mike Bianucci (2), Audy Ciriaco (1), Fernando Martínez (1), Jordany Valdespin (1), Junior Lake (1), Lew Ford (1), Luis Jiménez (1)